# Ilex macfadyenii
Ilex macfadyenii är en järneksväxtart som först beskrevs av Wilhelm Gerhard Walpers, och fick sitt nu gällande namn av Alfred Rehder. Ilex macfadyenii ingår i släktet järnekar, och familjen järneksväxter.

## Underarter
Arten delas in i följande underarter:
- I. m. macfadyenii
- I. m. ovata
- I. m. pringlei
- I. m. moana
- I. m. puberula